# 国際連合安全保障理事会決議670
国際連合安全保障理事会決議670（こくさいれんごうあんぜんほしょうりじかいけつぎ670、英: United Nations Security Council Resolution 670）は、1990年9月25日に国際連合安全保障理事会で採択された決議である。イラク関連の決議660、661、662、664、665、666、667を想起し、イラクのクウェート占領、クウェート市民への暴力、決議の履行拒否を非難した。また、複数の国々からイラクの大使が追放されたことに言及し、民間機に関するイラクへの追加制裁を科すことを決議した。
安保理は、国際連合憲章第7章に基づいて、加盟国に対して、イラクへの国際的な制裁を厳しく実行するように要求した上で、決議661で科した制裁に航空機を追加することとし、以下の事項を決議した。
1. 加盟国は、イラクとクウェート発着の貨物を扱う航空機の離陸を許可しないこと（医療と人道支援、国際連合イラン・イラク軍事監視団への物資を除く）
2. 加盟国は、決議661に違反しない、国際連合イラン・イラク軍事監視団への用途であると委員会が承認しない限り、イラクとクウェート行きの航空機の領空通過を許可しないこと
3. 加盟国は、航空機が決議661に従い、相互に協力して履行するために必要な手段を講じること
4. 加盟国は、人命救助のための人道的な用途でない限り、入港したイラクの船舶を留置すること

また、加盟国に対して、決議661に基づいて、イラクの資産を凍結するとともに、正当なクウェート政府の資産を保護し、イラクの大使へ制裁を科すことを思い起こさせた上で、委員会と協力して、決議の規定を履行するために実行した行為に関する情報を提供するように要請した。
最後に、決議661の履行を拒否する国には対抗措置を講じる可能性があると警告し、イラクにジュネーヴ第四条約に基づいた義務を思い起こさせた。
決議は、9ヶ国がクウェート侵攻を非難し、キューバが反対したが、賛成14で採択された。